# Communistische Partij van Kirgizië
De Communistische Partij van Kirgizië (Russisch: Коммунистическая партия Киргизии, Kommunistitsjeskaja partija Kirgizii; Kirgizisch: Кыргызстан Коммунисттик партиясы, Kyrgyzstan Kommunisttik partiyasy) was de enige toegestane partij in de Kirgizische Socialistische Sovjetrepubliek. Opgericht in 1924 als een afdeling van de Russische Communistische Partij (bolsjewieken) (RCP(b)). In 1936 werd Kirgizië van autonome socialistische sovjetrepubliek (ASSR) gepromoveerd tot socialistische sovjetrepubliek (SSR) en werd de afdeling van de RCP(b) in Kirgizië een zelfstandige partij, gelieerd aan de RCP(b). Van 23 april 1937 tot 13 oktober 1952 droeg de partij de naam Kirgizische Communistische Partij (bolsjewieken) (KKP-S) om vervolgens op 13 oktober 1952 te worden hernoemd tot Communistische Partij van Kirgizië (KPK). De partij werd op 26 augustus 1991 verboden.
De in 1992 opgerichte Partij van Communisten van Kirgizië geldt als de opvolger van de Communistische Partij van Kirgizië.
De opbouw van de KKP was vrijwel gelijk aan die van de CPSU, waar de KKP onderdeel van uitmaakte. Formeel was het partijcongres de hoogste instantie, maar in de praktijk was het centraal comité het machtigste orgaan. De eerste secretaris van het centraal comité was de leider van de Kirgizische communistische partij. De KKP kende geen politbureau, maar kopstukken binnen de KKP hadden veelal zitting in het politbureau van de CPSU.

## Eerste secretarissen
| No.               | Afbeelding        | Naam                    | Begin termijn     | Einde termijn     |
| Eerste secretaris | Eerste secretaris | Eerste secretaris       | Eerste secretaris | Eerste secretaris |
| ----------------- | ----------------- | ----------------------- | ----------------- | ----------------- |
| 1                 |                   | Moris Belotski          | 5 december 1936   | 22 maart 1937     |
| 2                 |                   | Maksim Ammosov          | 23 april 1937     | 20 februari 1938  |
| 3                 |                   | Aleksei Vagov           | 20 februari 1938  | 3 juni 1945       |
| 4                 |                   | Nikolai Bogolioebov     | 3 juni 1945       | 7 juli 1950       |
| 5                 |                   | Isjak Razzakov          | 7 juli 1950       | 9 mei 1961        |
| 6                 |                   | Toerdakoen Oesoebalijev | 9 mei 1961        | 2 november 1985   |
| 7                 |                   | Absamat Masalijev       | 2 november 1985   | 6 april 1991      |
| 8                 |                   | Joemgalbek Amanbayjev   | 6 april 1991      | 29 augustus 1991  |